# Polisportiva Rosetana Calcio 2003-2004
Questa pagina raccoglie le informazioni riguardanti la Polisportiva Rosetana Calcio nelle competizioni ufficiali della stagione 2003-2004.

## Rosa
| N. |                   | Ruolo | Calciatore          |  |
| -- | ----------------- | ----- | ------------------- |  |
|    | Italia (bandiera) | P     | Ivan Aiardi         |  |
|    | Italia (bandiera) | D     | Luca Bisello Ragno  |  |
|    | Italia (bandiera) | A     | Girolamo Bizzarri   |  |
|    | Italia (bandiera) | D     | Daniel Bresciani    |  |
|    | Italia (bandiera) | A     | Gaetano Calvaresi   |  |
|    | Italia (bandiera) | C     | Ernestino Cicchella |  |
|    | Italia (bandiera) | C     | Alessandro Coletti  |  |
|    | Italia (bandiera) | C     | Luigi Collevecchio  |  |
|    | Italia (bandiera) | C     | Alessandro Cossa    |  |
|    | Italia (bandiera) | C     | Michele De Feudis   |  |
|    | Italia (bandiera) | C     | Daniele Di Camillo  |  |
|    | Italia (bandiera) | C     | Cristian Di Quinzio |  |
|    | Italia (bandiera) | D     | Dino D'Isidoro      |  |
|    | Italia (bandiera) | A     | Claudio Doria       |  |
|    | Italia (bandiera) | C     | Marcello Esposito   |  |
|    | Italia (bandiera) | A     | Edmondo Farias      |  |

| N. |                   | Ruolo | Calciatore              |
| -- | ----------------- | ----- | ----------------------- |
|    | Italia (bandiera) | A     | Fausto Ferrari          |
|    | Italia (bandiera) | D     | Cristiano Gagliarducci  |
|    | Italia (bandiera) | D     | Davide Giansante        |
|    | Italia (bandiera) | A     | Alessio Mannarino       |
|    | Italia (bandiera) | D     | Francesco Marchetti     |
|    | Italia (bandiera) | D     | Gianluca Marinelli      |
|    | Italia (bandiera) | D     | Alex Melchiorre         |
|    | Italia (bandiera) | A     | Massimo Nunziato        |
|    | Italia (bandiera) | D     | Emilio Pellegrino       |
|    | Italia (bandiera) | C     | Walter Piccioni         |
|    | Italia (bandiera) | D     | Valeriano Recchi        |
|    | Italia (bandiera) | C     | Giuseppe Sampino        |
|    | Italia (bandiera) | C     | Giorgio Santarelli      |
|    | Italia (bandiera) | C     | Valentino Sbaccanti     |
|    | Italia (bandiera) | D     | Michele Scotti Di Uccio |
|    | Italia (bandiera) | C     | Danilo Turazza          |